# 平林岳
平林 岳（ひらばやし たけし、1966年3月1日 - ）は、兵庫県生まれのプロ野球審判員。日米のプロ野球で審判を務め、2012年からは、NPBの審判技術委員（現スーパーバイザー）。

## 経歴
兵庫県生まれ。幼少の頃からプロ野球選手を夢見る野球少年だったが、14歳の時に自分の才能の限界に気付き、一転「プロ野球の審判」になるという夢を持つ。千葉県立柏高等学校、國學院大學法学部時代も野球を続けていたが、大学時代は審判に専念していた。大学卒業後、日本のセ・パ両リーグの審判テストを受けるものの、裸眼視力が規定に満たず不合格になる。
1992年1月に渡米しジム・エバンス審判学校に入学。日本人初のアメリカ野球審判となる。同年はルーキーリーグで、翌1993年にはノースウエストリーグでの審判員を務める。
1993年10月にアメリカでの経験を知ったパシフィック・リーグにスカウトされ、帰国して東京審判部に入局。1994年からパ・リーグで審判員を務める。審判員袖番号は37。
以降、日本で順調にキャリアを積んでいたものの、理想の野球審判の形はアメリカにあるという気持ちが強くなり、2002年シーズン終了後に退局。再び渡米しジム・エバンス審判学校に再入学し合格。ビザ発給がアメリカ同時多発テロ事件の影響で遅れ、2005年になって米国球界復帰を果たす。
2007年シーズン当初はミッドウェストリーグ（クラスA）で審判を務め、同リーグのオールスターゲームで球審を務めた。同年7月、アドバンストAへ昇格しカリフォルニアリーグの審判となる。
2008年は、サザンリーグ（ダブルA）に所属し、シーズン終盤には一時的にではあるがクルーチーフとして数試合を担当した。
2009年は、引き続きサザンリーグでクルーチーフとしてスタートを切っていたが、同年4月24日、日本人初のトリプルAのインターナショナルリーグ（選手ではヤンキースの井川慶が所属）への昇格が決定し、27日、オハイオ州トリードの球場で1塁塁審としてデビューした。
過去に、日本人がトリプルA以上のクラス（トリプルA以上には、メジャーリーグを残すのみ）に所属したことはなく、野球史上初の快挙となる。トリプルAデビュー戦となったオハイオ州トレドの地元紙でも、日本人アンパイアが初めてトリプルAのフィールドに立ったと伝えられた。
2010年シーズンは、西海岸を中心にチームが構成されるトリプルAパシフィックコーストリーグに所属し、メジャーリーグのスプリングトレーニングにて（4月2日〜4日、シカゴ・カブス戦）、日本人として初めてメジャーの試合をジャッジした。
2011年シーズンは、昨シーズンに痛めた身体や金銭的な問題でメジャーへの挑戦が危ぶまれたが、引き続き3Aで審判員を務めた。しかしシーズン終了後、マイナーリーグ審判を統括するPBUCから、今季限りでの解雇通告を受けた。
2012年シーズンからは、NPBの審判技術委員を務める。（2018年より役職名変更により審判技術指導員、2020年はチーフ審判技術指導員、2021年からはスーパーバイザー）

## 人物
- 1999年4月7日、松坂大輔（当時西武ライオンズ）のプロデビュー戦の球審を務めた[2]。
- 平林をはじめとする、日本人マイナーリーグ審判員を追ったドキュメンタリー映画『Samurai Umpires in the USA』が日本人インディペンデント監督の田中隆行によって製作された。この作品が2010年5月23日と6月6日に渋谷のイメージフォーラムで開催された「2010 ヤング・パースペクティヴ」、及び、同年8月26日の河瀬直美監督らが中心となって開催された「第1回なら国際映画祭」で上映された。また、同年10月4日、NHKで「ヒューマンドキュメンタリー サムライ審判（アンパイア）大リーグに挑む」が放送された。

## 審判出場記録（NPB)
- 初出場：1995年4月4日、日本ハムファイターズ対オリックス・ブルーウェーブ1回戦（東京ドーム）、右翼外審。
- 出場試合数：357試合
- オールスター出場：なし
- 日本シリーズ出場：なし

（記録は2002年シーズン終了時）

## 書籍
- パ・リーグ審判、メジャーに挑戦す（光文社新書、2007年）
- サムライ審判「白熱教室」（エル書房、2011年）
- サムライ審判―日本人初のメジャー・リーグ・アンパイアになる日(アスペクト、2011年)
- 決定版! クイズでわかりやすい野球審判スキルアップ問題集（ベースボール・マガジン社、2022年）